# Художественная галерея Йельского университета
Художественная галерея Йельского университета (англ. Yale University Art Gallery, сокр. YUAG) — художественный музей на территории кампуса Йельского университета в Нью-Хейвене, штат Коннектикут.

## История и деятельность
Основана в 1832 году, когда патриотически настроенный художник Джон Трамбулл пожертвовал Йельскому колледжу более 100 картин времён американской революции и спроектировал здание картинной галереи. Первоначальное здание в т.н. старом кампусе было снесено в 1901 году.
Главное здание галереи было построено в 1953 году; это одна из первых работ архитектора Луиса Кана, который преподавал архитектуру в Йельском университете. В его состав вошло более старое крыло 1928 года, стилизованное под архитектуру средневековой Флоренции.
В 2000-е годы музейный комплекс был закрыт на реконструкцию по проекту фирмы Polshek Partnership Architects. Галерея была открыта вновь 12 декабря 2012 года после 14-летней реконструкции и расширения площадей.
Коллекция музея, расширявшаяся за счет пожертвований состоятельных выпускников университета, ныне насчитывает более 185 000 объектов начиная с древнейших времен, и включает такие общеизвестные шедевры, как «Ночное кафе» Ван Гога.